# Kim Byung Jin
Dans ce nom coréen, le nom de famille, Kim, précède le nom personnel.
김병진
Kim Byung Jin (en coréen : 김병진, en japonais : キムビョンジン), né à Gwangju en Corée du Sud, est un dessinateur et illustrateur de mangas et manhwas.

## Œuvre
- 2000 : Chonchu (천추) (dessins, scénario de Kim Song-jae)
- 2006  -2008 : Jackals (ジャッカル?) (dessins, scénario de Shinya Murat)
- 2010 : Valhalla - Honda Tadakatsu Den (ヴァルハラ 本多忠勝伝?) (dessins, scénario de Taiyo Makabe)[1]
- 2012 - 2016 : Warlord (용병 마루한) (dessins, scénario de Kim Song-Jae)